# Sowchea Indian Reserve 3
Sowchea Indian Reserve 3 är ett reservat i Kanada.   Det ligger i provinsen British Columbia, i den centrala delen av landet, 3 500 km väster om huvudstaden Ottawa. Sowchea Indian Reserve 3 ligger vid sjön Stuart Lake.
I omgivningarna runt Sowchea Indian Reserve 3 växer i huvudsak barrskog. Trakten runt Sowchea Indian Reserve 3 är nära nog obefolkad, med mindre än två invånare per kvadratkilometer.